# Franciaország az 1968. évi nyári olimpiai játékokon
Franciaország a mexikói Mexikóvárosban megrendezett 1968. évi nyári olimpiai játékok egyik részt vevő nemzete volt. Az országot az olimpián 16 sportágban 200 sportoló képviselte, akik összesen 15 érmet szereztek.

## Érmesek
| Érem  | Versenyző                                                                       | Sportág      | Versenyszám                |
| ----- | ------------------------------------------------------------------------------- | ------------ | -------------------------- |
| Arany | Colette Besson                                                                  | Atlétika     | Női 400 m                  |
| Arany | Daniel Morelon                                                                  | Kerékpározás | Férfi egyéni sprint        |
| Arany | Pierre Trentin                                                                  | Kerékpározás | Férfi egyéni időfutam      |
| Arany | Daniel Morelon Pierre Trentin                                                   | Kerékpározás | Férfi kétüléses tandem     |
| Arany | Daniel Rébillard                                                                | Kerékpározás | Férfi egyéni üldözőverseny |
| Arany | Jean-Jacques Guyon                                                              | Lovaglás     | Egyéni lovastusa           |
| Arany | Gilles Berolatti Jacques Dimont Jean-Claude Magnan Christian Noël Daniel Revenu | Vívás        | Férfi tőr, csapat          |
| Ezüst | Daniel Robin                                                                    | Birkózás     | Kötöttfogás, 78 kg         |
| Ezüst | Daniel Robin                                                                    | Birkózás     | Szabadfogás, 78 kg         |
| Ezüst | Pierre Jonquères d'Oriola Janou Lefèbvre Jean-Marcel Rozier                     | Lovaglás     | Csapat díjugratás          |
| Bronz | Roger Bambuck Jocelyn Delecour Gérard Fenouil Claude Piquemal                   | Atlétika     | Férfi 4 × 100 m váltó      |
| Bronz | Pierre Trentin                                                                  | Kerékpározás | Férfi egyéni sprint        |
| Bronz | Jean-Pierre Giudicelli Raoul Gueguen Lucien Guiguet                             | Öttusa       | Csapat                     |
| Bronz | Alain Mosconi                                                                   | Úszás        | Férfi 400 m gyors          |
| Bronz | Daniel Revenu                                                                   | Vívás        | Férfi tőr, egyéni          |

## Atlétika
Férfi
| Versenyző                                                                                 | Versenyszám     | Előfutam         | Előfutam         | Előfutam         | Negyeddöntő      | Negyeddöntő      | Negyeddöntő      | Elődöntő | Elődöntő | Elődöntő | Döntő         | Döntő         |
| Versenyző                                                                                 | Versenyszám     | Idő              | Hely.            | Össz.            | Idő              | Hely.            | Össz.            | Idő      | Hely.    | Össz.    | Idő           | Helyezés      |
| ----------------------------------------------------------------------------------------- | --------------- | ---------------- | ---------------- | ---------------- | ---------------- | ---------------- | ---------------- | -------- | -------- | -------- | ------------- | ------------- |
| Jocelyn Delecour                                                                          | 100 m           | 10,45            | 3.               | 21.**            | 10,36            | 6.               | 20.              | kiesett  | kiesett  | kiesett  | kiesett       | kiesett       |
| Gérard Fenouil                                                                            | 100 m           | 10,42            | 1.               | 17.**            | 10,31            | 4.               | 16.              | 10,40    | 7.       | 15.      | kiesett       | kiesett       |
| Roger Bambuck                                                                             | 100 m           | 10,18            | 1.               | 4.               | 10,17            | 3.               | 7.               | 10,11    | 2.       | 2.       | 10,15         | 5.            |
| Roger Bambuck                                                                             | 200 m           | 20,61            | 2.               | 4.               | 20,63            | 3.               | 7.               | 20,47    | 4.       | 6.       | 20,51         | 5.            |
| Jacques Carette                                                                           | 200 m           | 20,97            | 2.               | 19.              | 21,15            | 6.               | 25.              | kiesett  | kiesett  | kiesett  | kiesett       | kiesett       |
| Gilles Bertould                                                                           | 400 m           | 46,31            | 4.               | 20.              | 48,91            | 7.               | 30.              | kiesett  | kiesett  | kiesett  | kiesett       | kiesett       |
| Jean-Claude Nallet                                                                        | 400 m           | 45,93            | 3.               | 13.              | 45,80            | 4.               | 9.               | 49,01    | 7.       | 15.      | kiesett       | kiesett       |
| Christian Nicolau                                                                         | 400 m           | 45,77            | 3.               | 8.               | nem állt rajthoz | nem állt rajthoz | nem állt rajthoz | kiesett  | kiesett  | kiesett  | kiesett       | kiesett       |
| Jean-Pierre Dufresne                                                                      | 800 m           | 1:47,61          | 2.               | 7.*              |                  |                  |                  | 1:51,89  | 6.       | 14.      | kiesett       | kiesett       |
| Gilles Sibon                                                                              | 800 m           | 1:50,87          | 5.               | 26.*             |                  |                  |                  | kiesett  | kiesett  | kiesett  | kiesett       | kiesett       |
| Jacky Boxberger                                                                           | 1500 m          | 3:47,55          | 5.               | 10.              |                  |                  |                  | 3:54,00  | 2.       | 11.      | 4:46,65       | 6.            |
| Claude Nicolas                                                                            | 1500 m          | 3:59,35          | 4.               | 38.              |                  |                  |                  | 4:04,47  | 11.      | 23.      | kiesett       | kiesett       |
| Jean Wadoux                                                                               | 1500 m          | nem állt rajthoz | nem állt rajthoz | nem állt rajthoz |                  |                  |                  | kiesett  | kiesett  | kiesett  | kiesett       | kiesett       |
| Jean Wadoux                                                                               | 5000 m          | 14:19,80         | 1.               | 1.               |                  |                  |                  |          |          |          | 14:20,73      | 9.            |
| Marcel Duriez                                                                             | 110 m gát       | 14,00            | 2.               | 12.*             |                  |                  |                  | 13,73    | 4.       | 6.       | 13,77         | 7.            |
| Pierre Schoebel                                                                           | 110 m gát       | 13,83            | 2.               | 6.               |                  |                  |                  | 13,78    | 4.       | 8.       | 14,02         | 8.            |
| Robert Poirier                                                                            | 400 m gát       | 50,51            | 3.               | 9.               |                  |                  |                  | 51,23    | 6.       | 13.      | kiesett       | kiesett       |
| Jean-Paul Villain                                                                         | 3000 m akadály  | 9:01,12          | 1.               | 3.               |                  |                  |                  |          |          |          | 9:16,27       | 9.            |
| Guy Texereau                                                                              | 3000 m akadály  | nem ért célba    | nem ért célba    | nem ért célba    |                  |                  |                  |          |          |          | kiesett       | kiesett       |
| Guy Texereau                                                                              | Maraton         |                  |                  |                  |                  |                  |                  |          |          |          | nem ért célba | nem ért célba |
| René Combes                                                                               | Maraton         |                  |                  |                  |                  |                  |                  |          |          |          | nem ért célba | nem ért célba |
| Henri Delerue                                                                             | 50 km gyaloglás |                  |                  |                  |                  |                  |                  |          |          |          | 4:57:40       | 21.           |
| Gérard Fenouil Jocelyn Delecour Claude Piquemal Roger Bambuck                             | 4 × 100 m váltó | 39,03            | 2.               | 6.*              |                  |                  |                  | 38,83    | 3.       | 5.       | 38,43         |               |
| Jean-Claude Nallet Jacques Carette Gilles Bertould Jean-Pierre Boccardo Christian Nicolau | 4 × 400 m váltó | 3:04,69          | 3.               | 7.               |                  |                  |                  |          |          |          | 3:07,51       | 8.            |

| Versenyző          | Versenyszám | Selejtező | Selejtező | Döntő    | Döntő    |
| Versenyző          | Versenyszám | Eredmény  | Helyezés  | Eredmény | Helyezés |
| ------------------ | ----------- | --------- | --------- | -------- | -------- |
| Henry Elliott      | Magasugrás  | 209 cm    | 18.*      | kiesett  | kiesett  |
| Robert Sainte-Rose | Magasugrás  | 212 cm    | 12.       | 209 cm   | 9.*      |
| Hervé d'Encausse   | Rúdugrás    | 490 cm    | 3.***     | 525 cm   | 7.       |
| Jean Cochard       | Távolugrás  | 611 cm    | 33.       | kiesett  | kiesett  |
| Jack Pani          | Távolugrás  | 791 cm    | 4.*       | 797 cm   | 7.       |
| Gérard Ugolini     | Távolugrás  | 775 cm    | 11.       | 744 cm   | 16.      |
| Arnjolt Beer       | Súlylökés   | 18,72 m   | 14.       | kiesett  | kiesett  |
| Pierre Colnard     | Súlylökés   | 19,57 m   | 5.        | 18,79 m  | 9.       |

| Versenyző           | Versenyszám | 100 m | 100 m | Távolugrás | Távolugrás | Súlylökés | Súlylökés | Magasugrás | Magasugrás | 400 m | 400 m | 110 m gát | 110 m gát | Diszkoszvetés | Diszkoszvetés | Rúdugrás         | Rúdugrás         | Gerelyhajítás | Gerelyhajítás | 1500 m        | 1500 m        | Végeredmény   | Végeredmény   |
| Versenyző           | Versenyszám | Idő   | Pont  | Eredmény   | Pont       | Eredmény  | Pont      | Eredmény   | Pont       | Idő   | Pont  | Idő       | Pont      | Eredmény      | Pont          | Eredmény         | Pont             | Eredmény      | Pont          | Idő           | Pont          | Pont          | Helyezés      |
| ------------------- | ----------- | ----- | ----- | ---------- | ---------- | --------- | --------- | ---------- | ---------- | ----- | ----- | --------- | --------- | ------------- | ------------- | ---------------- | ---------------- | ------------- | ------------- | ------------- | ------------- | ------------- | ------------- |
| Charlemagne Anyamah | Tízpróba    | 11,30 | 795   | 603 cm     | 593        | 14,00 m   | 728       | 180 cm     | 627        | 50,92 | 773   | 15,34     | 809       | 39,88 m       | 662           | nem állt rajthoz | nem állt rajthoz | nem ért célba | nem ért célba | nem ért célba | nem ért célba | nem ért célba | nem ért célba |

Női
| Versenyző                                                             | Versenyszám     | Előfutam | Előfutam | Előfutam | Negyeddöntő | Negyeddöntő | Negyeddöntő | Elődöntő | Elődöntő | Elődöntő | Döntő   | Döntő    |
| Versenyző                                                             | Versenyszám     | Idő      | Hely.    | Össz.    | Idő         | Hely.       | Össz.       | Idő      | Hely.    | Össz.    | Idő     | Helyezés |
| --------------------------------------------------------------------- | --------------- | -------- | -------- | -------- | ----------- | ----------- | ----------- | -------- | -------- | -------- | ------- | -------- |
| Gabrielle Meyer                                                       | 100 m           | 11,65    | 5.       | 17.      | 11,69       | 5.          | 25.         | kiesett  | kiesett  | kiesett  | kiesett | kiesett  |
| Sylviane Telliez                                                      | 100 m           | 12,10    | 6.       | 37.*     | kiesett     | kiesett     | kiesett     | kiesett  | kiesett  | kiesett  | kiesett | kiesett  |
| Sylviane Telliez                                                      | 200 m           | 23,84    | 4.       | 21.      |             |             |             | kiesett  | kiesett  | kiesett  | kiesett | kiesett  |
| Nicole Montandon                                                      | 200 m           | 23,34    | 3.       | 7.       |             |             |             | 23,02    | 4.       | 5.       | 23,08   | 5.       |
| Colette Besson                                                        | 400 m           | 53,11    | 1.       | 3.       |             |             |             | 53,62    | 2.       | 6.       | 52,03   |          |
| Monique Noirot                                                        | 400 m           | 53,67    | 4.       | 9.       |             |             |             | 54,30    | 7.       | 11.      | kiesett | kiesett  |
| Maryvonne Dupureur                                                    | 800 m           | 2:09,55  | 1.       | 17.      |             |             |             | 2:05,58  | 4.       | 4.       | 2:08,28 | 8.       |
| Michèle Alayrangues Gabrielle Meyer Nicole Montandon Sylviane Telliez | 4 × 100 m váltó | 44,32    | 4.       | 8.       |             |             |             |          |          |          | 44,30   | 8.       |

| Versenyző        | Versenyszám | Selejtező | Selejtező | Döntő    | Döntő    |
| Versenyző        | Versenyszám | Eredmény  | Helyezés  | Eredmény | Helyezés |
| ---------------- | ----------- | --------- | --------- | -------- | -------- |
| Ghislaine Barnay | Magasugrás  | 174 cm    | 12.       | 171 cm   | 9.*      |
| Nicole Denise    | Magasugrás  | 168 cm    | 16.       | kiesett  | kiesett  |

| Versenyző        | Versenyszám | 80 m gát | 80 m gát | Súlylökés | Súlylökés | Magasugrás | Magasugrás | Távolugrás | Távolugrás | 200 m | 200 m | Végeredmény | Végeredmény |
| Versenyző        | Versenyszám | Idő      | Pont     | Eredmény  | Pont      | Eredmény   | Pont       | Eredmény   | Pont       | Idő   | Pont  | Pont        | Helyezés    |
| ---------------- | ----------- | -------- | -------- | --------- | --------- | ---------- | ---------- | ---------- | ---------- | ----- | ----- | ----------- | ----------- |
| Monique Bantégny | Ötpróba     | 11,54    | 963      | 12,18 m   | 867       | 165 cm     | 996        | 590 cm     | 966        | 25,36 | 905   | 4697        | 15.         |

* - egy másik versenyzővel/váltóval azonos időt/eredményt ért el

** - két másik versenyzővel azonos időt ért el

*** - öt másik versenyzővel azonos eredményt ért el

## Birkózás
Kötöttfogású
| Versenyző            | Versenyszám | 1. forduló                         | 2. forduló                 | 3. forduló                          | 4. forduló                       | 5. forduló        | 6. forduló        | 7. forduló        | Döntő | Helyezés    |
| Versenyző            | Versenyszám | Ellenfél Eredmény                  | Ellenfél Eredmény          | Ellenfél Eredmény                   | Ellenfél Eredmény                | Ellenfél Eredmény | Ellenfél Eredmény | Ellenfél Eredmény | Ellenfél Eredmény | Helyezés    |
| -------------------- | ----------- | ---------------------------------- | -------------------------- | ----------------------------------- | -------------------------------- | ----------------- | ----------------- | ----------------- | --- | ----------- |
| André Gaudinot       | 52 kg       | Boško Marinko (YUG) · 3-1          | visszalépett               | kiesett                             | kiesett                          | kiesett           |                   |                   | kiesett | helyezetlen |
| Guy Marchand         | 70 kg       | Carlos Alberto Vario (ARG) · 1-3   | Piero Bellotti (ITA) · 3-1 | Munemura Munedzsi (JPN) · kétvállas | kiesett                          | kiesett           | kiesett           | kiesett           | kiesett | helyezetlen |
| Daniel Robin         | 78 kg       | Wesley O'Brien (AUS) · kétvállas   | Rudolf Vesper (GDR) · 3-1  | Franz Berger (AUT) · 1-3            | Bajkó Károly (HUN) · 1-3         |                   |                   |                   | 2. mérkőzés · Ion Ţăranu (ROU) · kétvállas · Hozott eredmény · Rudolf Vesper (GDR) · 3-1 · Hozott eredmény · Bajkó Károly (HUN) · 1-3 |             |
| Raymond Uytterhaeghe | +97 kg      | Iszogai Jorihide (JPN) · kétvállas | Harry Geris (CAN) · 1-3    | Kozma István (HUN) · kétvállas      | Ragnar Svensson (SWE) · kizárták | kiesett           | kiesett           |                   | kiesett | helyezetlen |

Szabadfogású
| Versenyző            | Versenyszám | 1. forduló                                | 2. forduló                   | 3. forduló                                   | 4. forduló                              | 5. forduló               | 6. forduló        | 7. forduló        | Döntő                                   | Helyezés    |
| Versenyző            | Versenyszám | Ellenfél Eredmény                         | Ellenfél Eredmény            | Ellenfél Eredmény                            | Ellenfél Eredmény                       | Ellenfél Eredmény        | Ellenfél Eredmény | Ellenfél Eredmény | Ellenfél Eredmény                       | Helyezés    |
| -------------------- | ----------- | ----------------------------------------- | ---------------------------- | -------------------------------------------- | --------------------------------------- | ------------------------ | ----------------- | ----------------- | --------------------------------------- | ----------- |
| André Gaudinot       | 52 kg       | O Dzsongnjong (O Jeong-ryong) (KOR) · 3-1 | Nakata Sigeo (JPN) · 3.5-0.5 | kiesett                                      | kiesett                                 | kiesett                  | kiesett           | kiesett           | kiesett                                 | helyezetlen |
| Guy Marchand         | 70 kg       | Eliseo Salugta (PHI) · kétvállas          | Sidney Marsh (AUS) · 1-3     | Abdollah Movahed (IRI) · 3.5-0.5             | Danzandarjaa Sereeter (MGL) · kétvállas | kiesett                  | kiesett           | kiesett           | kiesett                                 | helyezetlen |
| Daniel Robin         | 78 kg       | Jimmy Martinetti (SUI) · 1-3              | erőnyerő                     | Szaszaki Tacuo (JPN) · 3-1                   | Yury Shakhmuradov (URS) · kizárták      | Steven Combs (USA) · 1-3 |                   |                   | 1. mérkőzés · Mahmut Atalay (TUR) · 3-1 |             |
| Raymond Uytterhaeghe | +97 kg      | Ştefan Stîngu (ROU) · kétvállas           | Harry Geris (CAN) · 1-3      | Ölziisaikhany Erdene-Ochir (MGL) · kétvállas | kiesett                                 | kiesett                  |                   |                   | kiesett                                 | helyezetlen |

## Evezés
| Versenyző                                                                        | Versenyszám              | Előfutam | Előfutam | Vigaszág      | Vigaszág      | Elődöntő | Elődöntő | Döntő   | Döntő   | Döntő   | Helyezés    |
| Versenyző                                                                        | Versenyszám              | Idő      | Hely.    | Idő           | Hely.         | Idő      | Hely.    | Típus   | Idő     | Hely.   | Helyezés    |
| -------------------------------------------------------------------------------- | ------------------------ | -------- | -------- | ------------- | ------------- | -------- | -------- | ------- | ------- | ------- | ----------- |
| Jean-Marc Porte Gilbert Vallanchon                                               | Kétpárevezős             | 7:10,72  | 3.       | erőnyerő      | erőnyerő      | 9:54,48  | 5.       | B       | 7:08,49 | 3.      | 9.          |
| Roger Chatelain Jean-Pierre Drivet                                               | Kormányos nélküli kettes | 7:34,42  | 2.       | erőnyerő      | erőnyerő      | 7:43,79  | 4.       | B       | 7:37,64 | 5.      | 11.         |
| Yves Fraisse Joseph Szostak Richard Lippi (kormányos)                            | Kormányos kettes         | 8:12,88  | 3.       | nem ért célba | nem ért célba | kiesett  | kiesett  | kiesett | kiesett | kiesett | helyezetlen |
| Patrick Sellier Yvon Petit Patrick van den Brouck* Michel Beissière Yannick Fave | Kormányos nélküli négyes | 7:00,05  | 4.       | 6:44,06       | 3.            |          |          | B       | 6:53,71 | 3.      | 9.          |
| Jean le Goff André Sloth Jean Freslon Jean-Pierre Grimaud Roger Jouy (kormányos) | Kormányos négyes         | 7:13,47  | 4.       | 7:05,48       | 2.            | 7:14,05  | 5.       | B       | 6:52,86 | 4.      | 10.         |

* - Yvon Petit cseréje az előfutamban

## Gyeplabda
| Francia férfi gyeplabdacsapat-játékoskeret | Francia férfi gyeplabdacsapat-játékoskeret |
| --- | --- |
| - Bernard Arlin - Patrick Burtschell - Jean-Paul Capelle - Marc Chapon - Georges Corbel - Richard Dodrieux - Georges Grain - Stéphane Joinau - Jean-Claude Merkes | - Alain Pascarel - Jean-Paul Petit - Charles Pous - Jean-Paul Sauthier - Albert Vanpoulle - Philippe Vignon - Gilles Verrier - Claude Windal - Michel Windal |

### Eredmények
Csoportkör
B csoport
| Csapat               | M | Gy | D | V | G+ | G– | Gk  | P  |
| -------------------- | - | -- | - | - | -- | -- | --- | -- |
| Pakisztán (PAK)      | 7 | 7  | 0 | 0 | 23 | 4  | +19 | 14 |
| Ausztrália (AUS)     | 8 | 5  | 1 | 2 | 15 | 7  | +8  | 11 |
| Kenya (KEN)          | 8 | 4  | 1 | 3 | 13 | 9  | +4  | 9  |
| Hollandia (NED)      | 7 | 4  | 0 | 3 | 11 | 11 | 0   | 8  |
| Franciaország (FRA)  | 7 | 2  | 1 | 4 | 2  | 5  | –3  | 5  |
| Nagy-Britannia (GBR) | 7 | 2  | 1 | 4 | 6  | 8  | –2  | 5  |
| Argentína (ARG)      | 7 | 1  | 1 | 5 | 4  | 20 | –16 | 3  |
| Malajzia (MAS)       | 7 | 0  | 3 | 4 | 2  | 12 | –10 | 3  |

| 1968. október 13. | Franciaország (FRA) | 0 – 0 | Malajzia (MAS) |  |
| 1968. október 13. |                     |       |                |  |

| 1968. október 14. | Pakisztán (PAK) | 1 – 0   | Franciaország (FRA) |  |
| 1968. október 14. | Rashid          | (0 – 0) |                     |  |

| 1968. október 16. | Kenya (KEN)               | 2 – 0   | Franciaország (FRA) |  |
| 1968. október 16. | E. Fernandes L. Fernandes | (0 – 0) |                     |  |

| 1968. október 17. | Franciaország (FRA) | 1 – 0   | Nagy-Britannia (GBR) |  |
| 1968. október 17. | Pascarel            | (0 – 0) |                      |  |

| 1968. október 19. | Franciaország (FRA) | 1 – 0   | Ausztrália (AUS) |  |
| 1968. október 19. | Vanpoulle           | (0 – 0) |                  |  |

| 1968. október 20. | Hollandia (NED) | 1 – 0   | Franciaország (FRA) |  |
| 1968. október 20. | Hijlkema        | (0 – 0) |                     |  |

| 1968. október 21. | Argentína (ARG) | 1 – 0   | Franciaország (FRA) |  |
| 1968. október 21. | Lorenzo         | (1 – 0) |                     |  |

A 9. helyért
| 1968. október 23. | Belgium (BEL)         | 3 – 0   | Franciaország (FRA) |  |
| 1968. október 23. | Gilles Solie Miserque | (2 – 0) |                     |  |

| Csapat              | Helyezés |
| ------------------- | -------- |
| Franciaország (FRA) | 10.      |

## Kajak-kenu
Férfi
| Versenyző                                                      | Versenyszám         | Előfutam | Előfutam | Előfutam | Vigaszág | Vigaszág | Vigaszág | Elődöntő | Elődöntő | Elődöntő | Döntő   | Döntő    |
| Versenyző                                                      | Versenyszám         | Idő      | Hely.    | Össz.    | Idő      | Hely.    | Össz.    | Idő      | Hely.    | Össz.    | Idő     | Helyezés |
| -------------------------------------------------------------- | ------------------- | -------- | -------- | -------- | -------- | -------- | -------- | -------- | -------- | -------- | ------- | -------- |
| Jean Boudehen Jean-Pierre Cordebois Albert Mayer Claude Picard | Kajak négyes 1000 m | 3:22,6   | 4.       | 8.       | 3:28,80  | 2.       | 3.       | 3:23,51  | 4.       | 11.      | kiesett | kiesett  |
| Bernard Bouffinier Jean-François Millot                        | Kenu kettes 1000 m  | 4:13,1   | 5.       | 7.       | 4:22,76  | 4.       | 4.       |          |          |          | kiesett | kiesett  |

## Kerékpározás

### Országúti kerékpározás
| Versenyző                                                                        | Versenyszám     | Idő              | Helyezés      |
| -------------------------------------------------------------------------------- | --------------- | ---------------- | ------------- |
| Stéphan Abrahamian                                                               | Mezőnyverseny   | 4:43:36 (+2:11)  | 4.            |
| Daniel Ducreux                                                                   | Mezőnyverseny   | 4:47:57 (+6:32)  | 33.           |
| Jean-Pierre Paranteau                                                            | Mezőnyverseny   | nem ért célba    | nem ért célba |
| Alain Vasseur                                                                    | Mezőnyverseny   | 4:45:36 (+4:11)  | 20.           |
| Jean-Pierre Boulard Robert Bouloux Claude le Chatellier Jean-Pierre Danguillaume | Csapat időfutam | 2:18:35 (+10:46) | 15.           |

### Pálya-kerékpározás
Sprintverseny
| Versenyző      | Versenyszám  | 1. forduló                                                        | 1. forduló | Vigaszág             | Vigaszág | 2. forduló                                       | 2. forduló | Vigaszág             | Vigaszág | Nyolcaddöntő                                             | Nyolcaddöntő | Vigaszág selejtező     | Vigaszág selejtező | Vigaszág döntő       | Vigaszág döntő | Negyeddöntő                          | Elődöntő                                  | Döntő                                                     | Helyezés |
| Versenyző      | Versenyszám  | Ellenfelek Győztes idő                                            | Hely.      | Ellenfél Győztes idő | Hely.    | Ellenfelek Győztes idő                           | Hely.      | Ellenfél Győztes idő | Hely.    | Ellenfelek Győztes idő                                   | Hely.        | Ellenfelek Győztes idő | Hely.              | Ellenfél Győztes idő | Hely.          | Ellenfél Győztes idő                 | Ellenfél Győztes idő                      | Ellenfél Győztes idő                                      | Helyezés |
| -------------- | ------------ | ----------------------------------------------------------------- | ---------- | -------------------- | -------- | ------------------------------------------------ | ---------- | -------------------- | -------- | -------------------------------------------------------- | ------------ | ---------------------- | ------------------ | -------------------- | -------------- | ------------------------------------ | ----------------------------------------- | --------------------------------------------------------- | -------- |
| Daniel Morelon | Férfi egyéni | Juan Reyes (CUB) · Roberto Roxas (PHI) · 11,24                    | 1.         |                      |          | Tim Mountford (USA) · 10,94                      | 1.         |                      |          | Leslie King (TRI) · Reginald Barnett (GBR) · 11,00       | 1.           |                        |                    |                      |                | Leijn Loevesijn (NED) · 11,09, 11,26 | Omar Phakadze (URS) · 10,69, 10,76, 10,69 | Giurdano Turrini (ITA) · 11,27, 10,68                     |          |
| Pierre Trentin | Férfi egyéni | José Jaime Galeano (COL) · Pakanit Boriharnvanakhet (THA) · 11,61 | 1.         |                      |          | Inoue Szandzsi (JPN) · Leslie King (TRI) · 10,91 | 1.         |                      |          | Serhiy Kravtsov (URS) · Robert van Lancker (BEL) · 10,96 | 1.           |                        |                    |                      |                | Jürgen Barth (FRG) · 11,49, 12,09    | Giurdano Turrini (ITA) · 11,76, 11,24     | Bronzmérkőzés · Omar Phakadze (URS) · 11,57, 11,53, 10,92 |          |

Időfutam
| Versenyző      | Versenyszám  | Idő     | Helyezés |
| -------------- | ------------ | ------- | -------- |
| Pierre Trentin | Férfi egyéni | 1:03,91 |          |

Tandem
| Versenyző                     | Versenyszám     | 1. forduló                                               | Vigaszág selejtező   | Vigaszág selejtező | Vigaszág döntő         | Vigaszág döntő | Negyeddöntő                                               | Elődöntő                                                         | Döntő                                                        | Helyezés |
| Versenyző                     | Versenyszám     | Ellenfél Győztes idő                                     | Ellenfél Győztes idő | Hely.              | Ellenfelek Győztes idő | Hely.          | Ellenfél Győztes idő                                      | Ellenfél Győztes idő                                             | Ellenfél Győztes idő                                         | Helyezés |
| ----------------------------- | --------------- | -------------------------------------------------------- | -------------------- | ------------------ | ---------------------- | -------------- | --------------------------------------------------------- | ---------------------------------------------------------------- | ------------------------------------------------------------ | -------- |
| Daniel Morelon Pierre Trentin | Férfi kétüléses | Mexikó (MEX) · Julio Munguía · Guillermo Mendoza · 10,39 |                      |                    |                        |                | NSZK (FRG) · Klaus Kobusch · Martin Stenzel · 10,01, 9,93 | Belgium (BEL) · Daniel Goens · Robert van Lancker · 10,24, 10,60 | Hollandia (NED) · Jan Jansen · Leijn Loevesijn · 10,03, 9,83 |          |

Üldözőversenyek
| Versenyző                                                       | Versenyszám  | Selejtező | Selejtező | Nyolcaddöntő                                                                                                 | Nyolcaddöntő | Nyolcaddöntő | Negyeddöntő                                                                                                  | Negyeddöntő | Negyeddöntő | Elődöntő                    | Elődöntő  | Elődöntő | Döntő                              | Döntő     | Helyezés |
| Versenyző                                                       | Versenyszám  | Idő       | Hely.     | Ellenfél Idő                                                                                                 | Saját idő    | Hely.        | Ellenfél Idő                                                                                                 | Saját idő   | Hely.       | Ellenfél Idő                | Saját idő | Hely.    | Ellenfél Idő                       | Saját idő | Helyezés |
| --------------------------------------------------------------- | ------------ | --------- | --------- | --- | ------------ | ------------ | --- | ----------- | ----------- | --------------------------- | --------- | -------- | ---------------------------------- | --------- | -------- |
| Daniel Rébillard                                                | Férfi egyéni | 4:42,15   | 3.        | |              |              | Rupert Kratzer (FRG) · 4:41,43                                                                               | 4:39,87     | 2.          | John Bylsma (AUS) · 4:48,73 | 4:41,80   | 1.       | Mogens Frey Jensen (DEN) · 4:42,43 | 4:41,71   |          |
| Bernard Darmet Alain van Lancker Jack Mourioux Daniel Rébillard | Férfi csapat |           |           | Szovjetunió (URS) · Viktor Bykov · Mikhail Kolyushev · Vlagyimir Kuznyecov · Sztanyiszlav Moszkvin · 4:19,29 | 4:24,45      | 2.           | Szovjetunió (URS) · Viktor Bykov · Mikhail Kolyushev · Vlagyimir Kuznyecov · Sztanyiszlav Moszkvin · 4:26,63 | 4:30,10     | 6.          | kiesett                     | kiesett   | kiesett  | kiesett                            | kiesett   | 5.       |

## Labdarúgás
| Francia labdarúgócsapat-játékoskeret | Francia labdarúgócsapat-játékoskeret |
| --- | --- |
| - Marc-Kanyan Case - Michel Delafosse - Guy Delhumeau - Bernard Goueffic - Dario Grava - Gérard Hallet - Jean-Louis Hodoul - Daniel Horlaville - Jean-Michel Larqué - Alain Laurier | - Jean Lempereur - Michel Parmentier - Daniel Périgaud - Gilbert Planté - Henri Ribul - Charles Teamboueon - Michel Verhoeve - Freddy Zix - Yves Triantafyllos* |

* - nem játszott csak nevezve volt

### Eredmények
Csoportkör
A csoport
| Csapat        | M | Gy | D | V | G+ | G– | Gk | P |
| ------------- | - | -- | - | - | -- | -- | -- | - |
| Franciaország | 3 | 2  | 0 | 1 | 8  | 4  | +4 | 4 |
| Mexikó        | 3 | 2  | 0 | 1 | 6  | 4  | +2 | 4 |
| Kolumbia      | 3 | 1  | 0 | 2 | 4  | 5  | –1 | 2 |
| Guinea        | 3 | 1  | 0 | 2 | 4  | 9  | –5 | 2 |

| 1968. október 13. |

| Franciaország (FRA)                     | 3–1               | Guinea             |
| --------------------------------------- | ----------------- | ------------------ |
| Hallet 61' Horlaville 64' Perrigaud 70' | (0–0) Jegyzőkönyv | Mamadou Camara 79' |

| Cuauhtémoc stadion, Puebla Játékvezető: Milivoje Gugulović (YUG) Asszisztensek: Seyoum Tarekegn (ETH), Karol Galba (TCH) |

| 1968. október 15. |

| Franciaország (FRA)                           | 4–1               | Mexikó        |
| --------------------------------------------- | ----------------- | ------------- |
| Case 20' 69' Tamboueon 30' Medina 36' (öngól) | (3–1) Jegyzőkönyv | Victorino 26' |

| Azteca stadion, Mexikóváros Játékvezető: Erwin Hieger (PER) Asszisztensek: Karol Galba (TCH), Milivoje Gugulović (YUG) |

| 1968. október 17. |

| Kolumbia (COL)           | 2–1               | Franciaország |
| ------------------------ | ----------------- | ------------- |
| Tamayo 14' Jaramillo 35' | (2–0) Jegyzőkönyv | Tamboueon 59' |

| Cuauhtémoc stadion, Puebla Játékvezető: Karol Galba (TCH) Asszisztensek: Dimitar Rumencsev (BUL), Milivoje Gugulović (YUG) |

Negyeddöntő
| 1968. október 20. |

| Japán (JPN)                   | 3–1               | Franciaország |
| ----------------------------- | ----------------- | ------------- |
| Kamamoto 27' 59' Vatanabe 70' | (1–1) Jegyzőkönyv | Tamboueon 32' |

| Azteca stadion, Mexikóváros Játékvezető: Seyoum Tarekegn (ETH) Asszisztensek: Erwin Hieger (PER), Abraham Klein (ISR) |

| Csapat              | Helyezés |
| ------------------- | -------- |
| Franciaország (FRA) | 8.       |

## Lovaglás
Díjugratás
| Versenyző                                                   | Ló                     | Versenyszám | 1. forduló | 1. forduló | 2. forduló | 2. forduló | Összesen | Összesen |
| Versenyző                                                   | Ló                     | Versenyszám | Pont       | Hely.      | Pont       | Hely.      | Pont     | Helyezés |
| ----------------------------------------------------------- | ---------------------- | ----------- | ---------- | ---------- | ---------- | ---------- | -------- | -------- |
| Pierre Jonquères d'Oriola                                   | Nagir                  | Egyéni      | 8,00       | 9.         | 20,50      | 17.        | 28,50    | 17.      |
| Janou Lefèbvre                                              | Rocket                 | Egyéni      | 20,00      | 32.        | kiesett    | kiesett    | 20,00    | 32.      |
| Jean-Marcel Rozier                                          | Quo Vadis              | Egyéni      | 11,00      | 20.        | kiesett    | kiesett    | 11,00    | 20.      |
| Pierre Jonquères d'Oriola Janou Lefèbvre Jean-Marcel Rozier | Nagir Rocket Quo Vadis | Csapat      | 56,50      | 3.         | 53,75      | 2.         | 110,25   |          |

Lovastusa
| Versenyző                                        | Ló                      | Versenyszám | Díjlovaglás | Díjlovaglás | Tereplovaglás | Tereplovaglás | Díjugratás | Díjugratás | Végeredmény | Végeredmény |
| Versenyző                                        | Ló                      | Versenyszám | Bünt.       | Hely.       | Bünt.         | Hely.         | Bünt.      | Hely.      | Bünt.       | Helyezés    |
| ------------------------------------------------ | ----------------------- | ----------- | ----------- | ----------- | ------------- | ------------- | ---------- | ---------- | ----------- | ----------- |
| André le Goupil                                  | Olivette B              | Egyéni      | -83,01      | 18.         | -14,00        | 11.           | -10,25     | 16.        | -107,26     | 12.         |
| Jean-Jacques Guyon                               | Pitou                   | Egyéni      | -73,01      | 11.         | 44,40         | 4.            | -10,25     | 16.        | -38,86      |             |
| Jean-Louis Martin                                | Quel Feu                | Egyéni      | -87,51      | 24.         | kizárták      | kizárták      | kiesett    | kiesett    | kiesett     | kiesett     |
| Jean Sarrazin                                    | Joburg                  | Egyéni      | -80,51      | 16.         | -279,20       | 37.           | -0,00      | 1.         | -359,71     | 32.         |
| André le Goupil Jean-Jacques Guyon Jean Sarrazin | Olivette B Pitou Joburg | Csapat      | -236,53     | 4.          | -248,80       | 8.            | -20,50     | 1.         | -505,83     | 4.          |

## Ökölvívás
| Versenyző        | Versenyszám   | Selejtező         | 32-es főtábla                  | Nyolcaddöntő                         | Negyeddöntő                 | Elődöntő          | Döntő             | Helyezés |
| Versenyző        | Versenyszám   | Ellenfél Eredmény | Ellenfél Eredmény              | Ellenfél Eredmény                    | Ellenfél Eredmény           | Ellenfél Eredmény | Ellenfél Eredmény | Helyezés |
| ---------------- | ------------- | ----------------- | ------------------------------ | ------------------------------------ | --------------------------- | ----------------- | ----------------- | -------- |
| Aldo Cosentino   | Harmatsúly    | erőnyerő          | Kjell Fredriksson (SWE) · 5-0  | Morioka Eidzsi (JPN) · 1-4           | kiesett                     | kiesett           | kiesett           | 9.       |
| Jean-Paul Anton  | Pehelysúly    |                   | Philip Waruinge (KEN) · 0-5    | kiesett                              | kiesett                     | kiesett           | kiesett           | 17.      |
| Dominique Azzaro | Könnyűsúly    | erőnyerő          | José Antonio Duran (MEX) · RSC | kiesett                              | kiesett                     | kiesett           | kiesett           | 17.      |
| Yvon Mariolle    | Váltósúly     | erőnyerő          | Gáli István (HUN) · RSC        | kiesett                              | kiesett                     | kiesett           | kiesett           | 17.      |
| Albert Menduni   | Nagyváltósúly |                   | Christian Larsen (DEN) · 0-5   | kiesett                              | kiesett                     | kiesett           | kiesett           | 17.      |
| Bernard Malherbe | Félnehézsúly  |                   | erőnyerő                       | Efsztáthiosz Alexópulosz (GRE) · 4-1 | Georgi Sztankov (BUL) · 0-5 | kiesett           | kiesett           | 5.       |

## Öttusa
| Versenyző                                           | Versenyszám | Lovaglás | Lovaglás | Lovaglás | Vívás    | Vívás | Vívás | Lövészet | Lövészet | Lövészet | Úszás  | Úszás | Úszás | Futás   | Futás | Futás | Összesen    | Összesen |
| Versenyző                                           | Versenyszám | Idő      | Pont     | Hely.    | Eredmény | Pont  | Hely. | Pontszám | Pont     | Hely.    | Idő    | Pont  | Hely. | Idő     | Pont  | Hely. | Összes pont | Helyezés |
| --------------------------------------------------- | ----------- | -------- | -------- | -------- | -------- | ----- | ----- | -------- | -------- | -------- | ------ | ----- | ----- | ------- | ----- | ----- | ----------- | -------- |
| Jean-Pierre Giudicelli                              | Egyéni      | 4:19     | 780      | 43.      | 11–36    | 494   | 48.   | 189      | 894      | 20.      | 3:58,8 | 973   | 15.   | 14:40,0 | 925   | 11.   | 4062        | 37.      |
| Raoul Gueguen                                       | Egyéni      | 3:36     | 1040     | 14.      | 31–16    | 954   | 5.    | 190      | 912      | 13.      | 3:54,2 | 1000  | 10.   | 15:05,0 | 850   | 20.   | 4756        | 6.       |
| Lucien Guiguet                                      | Egyéni      | 3:46     | 1035     | 16.      | 18–29    | 655   | 38.   | 186      | 824      | 34.      | 4:01,4 | 958   | 19.   | 14:37,0 | 934   | 10.   | 4406        | 21.      |
| Jean-Pierre Giudicelli Raoul Gueguen Lucien Guiguet | Csapat      |          | 2855     | 9.       |          | 2168  | 12.   |          | 2626     | 7.       |        | 2931  | 4.    |         | 2709  | 3.    | 13289       |          |

## Sportlövészet
Nyílt
| Versenyző       | Versenyszám       | Pont | Helyezés |
| --------------- | ----------------- | ---- | -------- |
| Paul Musso      | Szabadpisztoly    | 527  | 51.      |
| Louis Vignaud   | Szabadpisztoly    | 543  | 32.      |
| Jean-Luc Loret  | Sportpuska, fekvő | 596  | 6.       |
| André Noël      | Sportpuska, fekvő | 591  | 32.      |
| Pierre Candelo  | Trap              | 195  | 5.       |
| Michel Carrega  | Trap              | 193  | 12.      |
| Jean-Paul Faber | Skeet             | 185  | 35.      |
| Alain Plante    | Skeet             | 190  | 18.      |

## Súlyemelés
| Versenyző           | Versenyszám | Nyomás                   | Nyomás                   | Szakítás | Szakítás | Lökés                    | Lökés                    | Összesen | Helyezés |
| Versenyző           | Versenyszám | Eredmény                 | Helyezés                 | Eredmény | Helyezés | Eredmény                 | Helyezés                 | Összesen | Helyezés |
| ------------------- | ----------- | ------------------------ | ------------------------ | -------- | -------- | ------------------------ | ------------------------ | -------- | -------- |
| Rolf Maier          | 75 kg       | 140,0                    | 3.                       | 125,0    | 9.       | 160,0                    | 11.                      | 425,0    | 9.       |
| Pierre Gourrier     | 90 kg       | 140,0                    | 16.                      | 137,5    | 9.       | 177,5                    | 9.                       | 455,0    | 10.      |
| Alfred Steiner      | 90 kg       | érvényes kísérlet nélkül | érvényes kísérlet nélkül | kiesett  | kiesett  | kiesett                  | kiesett                  | kiesett  | kiesett  |
| Jean-Paul Fouletier | +90 kg      | 167,5                    | 6.                       | 152,5    | 3.       | érvényes kísérlet nélkül | érvényes kísérlet nélkül | kiesett  | kiesett  |
| Roger Levecq        | +90 kg      | 150,0                    | 11.                      | 137,5    | 13.      | 190,0                    | 8.                       | 477,5    | 11.      |

## Torna
Férfi
| Versenyző          | Versenyszám      | Selejtező | Selejtező | Döntő    | Döntő    |
| Versenyző          | Versenyszám      | Pontszám  | Helyezés  | Pontszám | Helyezés |
| ------------------ | ---------------- | --------- | --------- | -------- | -------- |
| Michel Bouchonnet  | Talaj            | 18,20     | 37.       | kiesett  | kiesett  |
| Michel Bouchonnet  | Ugrás            | 17,95     | 71.       | kiesett  | kiesett  |
| Michel Bouchonnet  | Korlát           | 17,80     | 81.       | kiesett  | kiesett  |
| Michel Bouchonnet  | Nyújtó           | 18,60     | 38.       | kiesett  | kiesett  |
| Michel Bouchonnet  | Gyűrű            | 17,20     | 80.       | kiesett  | kiesett  |
| Michel Bouchonnet  | Lólengés         | 18,35     | 29.       | kiesett  | kiesett  |
| Michel Bouchonnet  | Egyéni összetett |           |           | 108,10   | 54.      |
| Christian Deuza    | Talaj            | 17,25     | 85.       | kiesett  | kiesett  |
| Christian Deuza    | Ugrás            | 17,85     | 78.       | kiesett  | kiesett  |
| Christian Deuza    | Korlát           | 18,70     | 35.       | kiesett  | kiesett  |
| Christian Deuza    | Nyújtó           | 18,50     | 44.       | kiesett  | kiesett  |
| Christian Deuza    | Gyűrű            | 17,50     | 74.       | kiesett  | kiesett  |
| Christian Deuza    | Lólengés         | 17,35     | 67.       | kiesett  | kiesett  |
| Christian Deuza    | Egyéni összetett |           |           | 107,15   | 65.      |
| Christian Guiffroy | Talaj            | 18,20     | 37.       | kiesett  | kiesett  |
| Christian Guiffroy | Ugrás            | 18,40     | 30.       | kiesett  | kiesett  |
| Christian Guiffroy | Korlát           | 19,20     | 7.        | kiesett  | kiesett  |
| Christian Guiffroy | Nyújtó           | 19,00     | 15.       | kiesett  | kiesett  |
| Christian Guiffroy | Gyűrű            | 17,55     | 68.       | kiesett  | kiesett  |
| Christian Guiffroy | Lólengés         | 17,65     | 53.       | kiesett  | kiesett  |
| Christian Guiffroy | Egyéni összetett |           |           | 110,00   | 27.      |

Női
| Versenyző                                                                                                   | Versenyszám      | Selejtező | Selejtező | Döntő    | Döntő    |
| Versenyző                                                                                                   | Versenyszám      | Pontszám  | Helyezés  | Pontszám | Helyezés |
| --- | ---------------- | --------- | --------- | -------- | -------- |
| Nicole Bourdiau                                                                                             | Talaj            | 17,95     | 47.       | kiesett  | kiesett  |
| Nicole Bourdiau                                                                                             | Ugrás            | 17,35     | 71.       | kiesett  | kiesett  |
| Nicole Bourdiau                                                                                             | Felemás korlát   | 18,20     | 31.       | kiesett  | kiesett  |
| Nicole Bourdiau                                                                                             | Gerenda          | 15,55     | 89.       | kiesett  | kiesett  |
| Nicole Bourdiau                                                                                             | Egyéni összetett |           |           | 69,05    | 69.      |
| Jacqueline Brisepierre                                                                                      | Talaj            | 17,85     | 53.       | kiesett  | kiesett  |
| Jacqueline Brisepierre                                                                                      | Ugrás            | 18,20     | 39.       | kiesett  | kiesett  |
| Jacqueline Brisepierre                                                                                      | Felemás korlát   | 18,45     | 26.       | kiesett  | kiesett  |
| Jacqueline Brisepierre                                                                                      | Gerenda          | 17,95     | 39.       | kiesett  | kiesett  |
| Jacqueline Brisepierre                                                                                      | Egyéni összetett |           |           | 72,45    | 35.*     |
| Mireille Cayre                                                                                              | Talaj            | 18,15     | 38.       | kiesett  | kiesett  |
| Mireille Cayre                                                                                              | Ugrás            | 18,75     | 23.       | kiesett  | kiesett  |
| Mireille Cayre                                                                                              | Felemás korlát   | 17,10     | 69.       | kiesett  | kiesett  |
| Mireille Cayre                                                                                              | Gerenda          | 17,75     | 43.       | kiesett  | kiesett  |
| Mireille Cayre                                                                                              | Egyéni összetett |           |           | 71,75    | 40.*     |
| Dominique Lauvard                                                                                           | Talaj            | 18,40     | 30.       | kiesett  | kiesett  |
| Dominique Lauvard                                                                                           | Ugrás            | 17,30     | 74.       | kiesett  | kiesett  |
| Dominique Lauvard                                                                                           | Felemás korlát   | 17,45     | 59.       | kiesett  | kiesett  |
| Dominique Lauvard                                                                                           | Gerenda          | 17,00     | 62.       | kiesett  | kiesett  |
| Dominique Lauvard                                                                                           | Egyéni összetett |           |           | 70,15    | 57.      |
| Evelyne Letourneur                                                                                          | Talaj            | 18,75     | 20.       | kiesett  | kiesett  |
| Evelyne Letourneur                                                                                          | Ugrás            | 18,35     | 35.       | kiesett  | kiesett  |
| Evelyne Letourneur                                                                                          | Felemás korlát   | 18,95     | 10.       | kiesett  | kiesett  |
| Evelyne Letourneur                                                                                          | Gerenda          | 18,75     | 16.       | kiesett  | kiesett  |
| Evelyne Letourneur                                                                                          | Egyéni összetett |           |           | 74,80    | 19.**    |
| Françoise Nourry                                                                                            | Talaj            | 18,25     | 33.       | kiesett  | kiesett  |
| Françoise Nourry                                                                                            | Ugrás            | 17,15     | 78.       | kiesett  | kiesett  |
| Françoise Nourry                                                                                            | Felemás korlát   | 17,60     | 52.       | kiesett  | kiesett  |
| Françoise Nourry                                                                                            | Gerenda          | 17,75     | 43.       | kiesett  | kiesett  |
| Françoise Nourry                                                                                            | Egyéni összetett |           |           | 70,75    | 46.*     |
| Nicole Bourdiau Jacqueline Brisepierre Mireille Cayre Dominique Lauvard Evelyne Letourneur Françoise Nourry | Csapat összetett |           |           | 361,75   | 7.       |

* - egy másik versenyzővel azonos eredményt ért el

** - két másik versenyzővel azonos eredményt ért el

## Úszás
Férfi
| Versenyző                                                 | Versenyszám          | Előfutam | Előfutam | Előfutam | Elődöntő | Elődöntő | Elődöntő | Döntő   | Döntő    |
| Versenyző                                                 | Versenyszám          | Idő      | Hely.    | Össz.    | Idő      | Hely.    | Össz.    | Idő     | Helyezés |
| --------------------------------------------------------- | -------------------- | -------- | -------- | -------- | -------- | -------- | -------- | ------- | -------- |
| Bernard Gruener                                           | 100 m gyors          | 56,2     | 3.       | 27.**    | kiesett  | kiesett  | kiesett  | kiesett | kiesett  |
| Gérard Letast                                             | 100 m gyors          | 57,2     | 5.       | 42.      | kiesett  | kiesett  | kiesett  | kiesett | kiesett  |
| Michel Rousseau                                           | 100 m gyors          | 54,9     | 1.       | 8.**     | 54,5     | 3.       | 10.      | kiesett | kiesett  |
| Michel Rousseau                                           | 200 m gyors          | 2:01,5   | 1.       | 11.      |          |          |          | kiesett | kiesett  |
| Gilles Moreau                                             | 200 m gyors          | 2:02,7   | 3.       | 19.      |          |          |          | kiesett | kiesett  |
| Alain Mosconi                                             | 200 m gyors          | 2:00,1   | 1.       | 5.       |          |          |          | 1:59,1  | 5.       |
| Alain Mosconi                                             | 400 m gyors          | 4:19,0   | 1.       | 3.       |          |          |          | 4:13,3  |          |
| Francis Luyce                                             | 400 m gyors          | 4:30,3   | 2.       | 17.      |          |          |          | kiesett | kiesett  |
| Jean-François Ravelinghien                                | 400 m gyors          | 4:30,7   | 3.       | 18.      |          |          |          | kiesett | kiesett  |
| Jean-François Ravelinghien                                | 1500 m gyors         | 18:11,9  | 4.       | 15.      |          |          |          | kiesett | kiesett  |
| Michel Rousseau Gérard Letast Francis Luyce Alain Mosconi | 4 × 200 m gyorsváltó | 8:06,3   | 2.       | 3.       |          |          |          | 8:03,7  | 5.       |

Női
| Versenyző                                                            | Versenyszám          | Előfutam | Előfutam | Előfutam | Elődöntő | Elődöntő | Elődöntő | Döntő    | Döntő    |
| Versenyző                                                            | Versenyszám          | Idő      | Hely.    | Össz.    | Idő      | Hely.    | Össz.    | Idő      | Helyezés |
| -------------------------------------------------------------------- | -------------------- | -------- | -------- | -------- | -------- | -------- | -------- | -------- | -------- |
| Catherine Grosjean                                                   | 100 m pillangó       | 1:14,6   | 7.       | 23.      | kiesett  | kiesett  | kiesett  | kiesett  | kiesett  |
| Catherine Grosjean                                                   | 100 m gyors          | 1:04,9   | 4.       | 31.      | kiesett  | kiesett  | kiesett  | kiesett  | kiesett  |
| Simone Hanner                                                        | 100 m gyors          | 1:03,8   | 4.       | 21.***   | 1:04,8   | 8.       | 23.      | kiesett  | kiesett  |
| Claude Mandonnaud                                                    | 100 m gyors          | 1:03,2   | 1.       | 12.*     | 1:02,8   | 6.       | 13.***   | kiesett  | kiesett  |
| Claude Mandonnaud                                                    | 200 m gyors          | 2:15,8   | 2.       | 7.       |          |          |          | 2:14,9   | 6.       |
| Marie-José Kersaudy                                                  | 200 m gyors          | 2:18,0   | 2.       | 12.      |          |          |          | kiesett  | kiesett  |
| Marie-José Kersaudy                                                  | 400 m gyors          | 4:57,3   | 2.       | 12.      |          |          |          | kiesett  | kiesett  |
| Marie-José Kersaudy                                                  | 800 m gyors          | 10:19,8  | 2.       | 15.      |          |          |          | kiesett  | kiesett  |
| Dominique Mollier                                                    | 800 m gyors          | 10:21,4  | 3.       | 17.      |          |          |          | kiesett  | kiesett  |
| Dominique Mollier                                                    | 400 m gyors          | 5:00,5   | 3.       | 18.      |          |          |          | kiesett  | kiesett  |
| Danièle Dorléans                                                     | 200 m gyors          | 2:21,7   | 5.       | 21.      |          |          |          | kiesett  | kiesett  |
| Danièle Dorléans                                                     | 200 m vegyes         | 2:39,5   | 3.       | 15.      |          |          |          | kiesett  | kiesett  |
| Sylvie Canet                                                         | 100 m hát            | 1:10,4   | 1.       | 9.       | 1:09,0   | 4.       | 4.*      | 1:09,3   | 7.       |
| Sylvie Canet                                                         | 200 m hát            | 2:36,1   | 4.       | 13.      |          |          |          | kiesett  | kiesett  |
| Kiki Caron                                                           | 200 m hát            | 2:40,5   | 4.       | 23.*     |          |          |          | kiesett  | kiesett  |
| Kiki Caron                                                           | 100 m hát            | 1:10,5   | 3.       | 10.*     | 1:10,8   | 7.       | 12.*     | kiesett  | kiesett  |
| Bénédicte Duprez                                                     | 100 m hát            | 1:11,6   | 3.       | 15.*     | 1:10,6   | 5.       | 10.      | kiesett  | kiesett  |
| Bénédicte Duprez                                                     | 200 m hát            | 2:34,5   | 3.       | 7.*      |          |          |          | 2:36,6   | 8.       |
| Marie-José Kersaudy Simone Hanner Danièle Dorléans Claude Mandonnaud | 4 × 100 m gyorsváltó | 4:15,4   | 2.       | 7.       |          |          |          | kizárták | kizárták |

* - egy másik versenyzővel azonos időt ért el

** - két másik versenyzővel azonos időt ért el

*** - három másik versenyzővel azonos időt ért el

## Vitorlázás
Nyílt
| Versenyző                                       | Versenyszám     | Futam | Futam | Futam  | Futam  | Futam | Futam  | Futam | Pontszám | Helyezés |
| Versenyző                                       | Versenyszám     | 1     | 2     | 3      | 4      | 5     | 6      | 7     | Pontszám | Helyezés |
| ----------------------------------------------- | --------------- | ----- | ----- | ------ | ------ | ----- | ------ | ----- | -------- | -------- |
| Philippe Soria                                  | Finn dingi      | 0,0   | 16,0  | 20,0   | 15,0   | 13,0  | (31,0) | 16,0  | 80,0     | 8.       |
| Bertrand Cheret Bruno Trouble                   | Repülő hollandi | 10,0  | 8,0   | (26,0) | 15,0   | 8,0   | 3,0    | 24,0  | 68,0     | 6.       |
| Michel Alexandre Pierre Blanchard Michel Briand | 5,5 méteres     | 19,0  | 5,7   | 18,0   | (23,0) | 13,0  | 5,7    | 20,0  | 81,4     | 8.       |
| Pierre Brétéché Gilles Buck Roger Tiriau        | Sárkányhajó     | 15,0  | 16,0  | 13,0   | (18,0) | 17,0  | 16,0   | 3,0   | 80,0     | 10.      |

## Vívás
Férfi
| Versenyző                                                                                 | Versenyszám       | Csoportkör | Csoportkör | Csoportkör | Csoportkör | Nyolcaddöntő                | Negyeddöntő                   | Elődöntő                                                | Vigaszág a döntőért           | Vigaszág a döntőért        | Vigaszág a döntőért   | Vigaszág a döntőért       | Vigaszág a döntőért       | Döntő | Helyezés    |
| Versenyző                                                                                 | Versenyszám       | 1. kör | 1. kör     | 2. kör | 2. kör     | Nyolcaddöntő                | Negyeddöntő                   | Elődöntő                                                | 1. kör                        | 2. kör                     | 3. kör                | 4. kör                    | 5. kör                    | Döntő | Helyezés    |
| Versenyző                                                                                 | Versenyszám       | Ellenfél Eredmény | Hely.      | Ellenfél Eredmény | Hely.      | Ellenfél Eredmény           | Ellenfél Eredmény             | Ellenfél Eredmény                                       | Ellenfél Eredmény             | Ellenfél Eredmény          | Ellenfél Eredmény     | Ellenfél Eredmény         | Ellenfél Eredmény         | Ellenfél Eredmény | Helyezés    |
| ----------------------------------------------------------------------------------------- | ----------------- | --- | ---------- | --- | ---------- | --------------------------- | ----------------------------- | ------------------------------------------------------- | ----------------------------- | -------------------------- | --------------------- | ------------------------- | ------------------------- | --- | ----------- |
| Jean-Claude Magnan                                                                        | Tőr, egyéni       | D. csoport · Mihai Ţiu (ROU) · GY · Ahmed El-Husseini (RAU) · GY · Orlando Ruíz (CUB) · V · Enrique Barza (PER) · GY · Orlando Nannini (ARG) · GY                                          | 2.         | E. csoport · Ryszard Parulski (POL) · V · Vaszil Sztankovics (URS) · V · Michael Breckin (GBR) · GY · Ahmed El-Husseini (RAU) · GY · Carlos Calderón (MEX) · GY | 3.         | Tănase Mureșanu (ROU) · GY  | Russell Hobby (AUS) · GY      | Vaszil Sztankovics (URS) · GY                           | Döntő                         | Döntő                      | Döntő                 | Döntő                     | Döntő                     | Ion Drîmbă (ROU) · V · Kamuti Jenő (HUN) · V · Daniel Revenu (FRA) · V · Christian Noël (FRA) · GY · Mihai Ţiu (ROU) · GY                                            | 5.          |
| Christian Noël                                                                            | Tőr, egyéni       | K. csoport · Adam Lisewski (POL) · GY · Mano Kazuo (JPN) · GY · Udo Birnbaum (AUT) · V · Peter Bakonyi (CAN) · GY                                                                          | 2.         | C. csoport · Nicola Granieri (ITA) · V · Witold Woyda (POL) · GY · Mano Kazuo (JPN) · V · Michel Constandt (BEL) · GY · Orlando Ruíz (CUB) · GY                 | 2.         | Dieter Wellmann (FRG) · GY  | Ryszard Parulski (POL) · GY   | Viktor Putyatyin (URS) · GY                             | Döntő                         | Döntő                      | Döntő                 | Döntő                     | Döntő                     | Ion Drîmbă (ROU) · GY · Kamuti Jenő (HUN) · V · Daniel Revenu (FRA) · V · Jean-Claude Magnan (FRA) · V · Mihai Ţiu (ROU) · GY                                        | 4.          |
| Daniel Revenu                                                                             | Tőr, egyéni       | H. csoport · Roland Losert (AUT) · V · Russell Hobby (AUS) · GY · Jeffrey Checkes (USA) · GY · Souheil Ayoub (LIB) · GY · Rodolfo da Ponte (PAR) · GY                                      | 2.         | A. csoport · Graham Paul (GBR) · GY · Tim Gerresheim (FRG) · GY · Russell Hobby (AUS) · GY · Dagoberto Borges (CUB) · GY · Mohamed Gamil El-Kalyoubi (RAU) · V  | 1.         | Tim Gerresheim (FRG) · GY   | Witold Woyda (POL) · GY       | Ion Drîmbă (ROU) · GY                                   | Döntő                         | Döntő                      | Döntő                 | Döntő                     | Döntő                     | Ion Drîmbă (ROU) · V · Kamuti Jenő (HUN) · GY · Christian Noël (FRA) · GY · Jean-Claude Magnan (FRA) · GY · Mihai Ţiu (ROU) · V · Rájátszás: · Kamuti Jenő (HUN) · V |             |
| Jean-Pierre Allemand                                                                      | Párbajtőr, egyéni | I. csoport · Bill Hoskyns (GBR) · V · Harry Fiedler (GDR) · GY · Magdy Conyd (CAN) · V · Dicki Sörensen (SWE) · GY · Manuel González (CUB) · GY                                            | 3.         | A. csoport · Alekszej Nyikancsikov (URS) · GY · Gianluigi Saccaro (ITA) · V · Peter Bakonyi (CAN) · GY · Harry Fiedler (GDR) · GY · Valeriano Pérez (MEX) · GY  | 2.         | Fritz Zimmermann (FRG) · GY | Hans-Peter Schulze (GDR) · GY | Hrihorij Krissz (URS) · V                               | Vigaszág                      | Vigaszág                   | Vigaszág              | Bohdan Gonsior (POL) · GY | Peter Lötscher (SUI) · GY | Kulcsár Győző (HUN) · V · Hrihorij Krissz (URS) · V · Gianluigi Saccaro (ITA) · V · Viktor Modzolevszkij (URS) · V · Herbert Polzhuber (AUT) · V                     | 6.          |
| Claude Bourquard                                                                          | Párbajtőr, egyéni | J. csoport · Nemere Zoltán (HUN) · V · Lars-Erik Larsson (SWE) · GY · Gustavo Oliveros (CUB) · GY · Colm O'Brien (IRL) · V · Félix Piñero (VEN) · V                                        | 5.         | kiesett | kiesett    | kiesett                     | kiesett                       | kiesett                                                 | kiesett                       | kiesett                    | kiesett               | kiesett                   | kiesett                   | kiesett | helyezetlen |
| Jacques Ladègaillerie                                                                     | Párbajtőr, egyéni | C. csoport · Roland Losert (AUT) · V · Omar Vergara (ARG) · V · Silvio Fernández (VEN) · GY · José Pinheiro (POR) · GY · Darío Amaral (BRA) · V                                            | 3.         | F. csoport · Nemere Zoltán (HUN) · V · Stephen Netburn (USA) · V · Ralph Johnson (GBR) · GY · Carlos Calderón (MEX) · GY · Omar Vergara (ARG) · GY              | 3.         | Dieter Jung (FRG) · GY      | Stephen Netburn (USA) · GY    | Kulcsár Győző (HUN) · V                                 | Vigaszág                      | Vigaszág                   | Vigaszág              | Peter Lötscher (SUI) · V  | kiesett                   | kiesett | 9.          |
| Claude Arabo                                                                              | Kard, egyéni      | C. csoport · Pézsa Tibor (HUN) · GY · Paul Wischeidt (FRG) · GY · Józef Nowara (POL) · GY · John Andru (CAN) · GY · Jan Boutmy (AHO) · GY · Juan Carlos Frecia (ARG) · GY                  | 1.         | C. csoport · Vlagyimir Nazlimov (URS) · V · Cesare Salvadori (ITA) · V · Paul Wischeidt (FRG) · GY · Anthony Keane (USA) · GY · Yves Brasseur (BEL) · GY        | 2.         |                             | Józef Nowara (POL) · V        | Vigaszág                                                | Bakonyi Péter (HUN) · GY      | Józef Nowara (POL) · V     | kiesett               |                           |                           | kiesett | 9.          |
| Serge Panizza                                                                             | Kard, egyéni      | A. csoport · Jerzy Pawłowski (POL) · V · Alfonso Morales (USA) · V · Walter Köstner (FRG) · GY · Félix Delgado (CUB) · V · Colm O'Brien (IRL) · GY                                         | 4.         | A. csoport · Jerzy Pawłowski (POL) · V · Wladimiro Calarese (ITA) · GY · Kovács Tamás (HUN) · V · Alex Orban (USA) · GY · Rodney Craig (GBR) · GY               | 4.         |                             | Vlagyimir Nazlimov (URS) · V  | Vigaszág                                                | Wladimiro Calarese (ITA) · GY | Alfonso Morales (USA) · GY | Mark Rakita (URS) · V |                           |                           | kiesett | 7.          |
| Marcel Parent                                                                             | Kard, egyéni      | B. csoport · Umjar Mavlihanov (URS) · V · Cesare Salvadori (ITA) · V · Vicente Calderón (MEX) · GY · Richard Oldcorn (GBR) · V · Alberto Lanteri (ARG) · GY · José Narciso Díaz (CUB) · GY | 3.         | B. csoport · Pézsa Tibor (HUN) · V · Mark Rakita (URS) · GY · Rolando Rigoli (ITA) · V · Emil Ochyra (POL) · GY · Vicente Calderón (MEX) · GY                   | 3.         |                             | Mark Rakita (URS) · V         | Vigaszág                                                | Paul Wischeidt (FRG) · GY     | Mark Rakita (URS) · V      | kiesett               |                           |                           | kiesett | 9.          |
| Gilles Berolatti Jacques Dimont Jean-Claude Magnan Christian Noël Daniel Revenu           | Tőr, csapat       | 1. csoport · Mexikó (MEX) · 12-4 · Kuba (CUB) · 9-3 | 1.         | |            |                             | erőnyerő                      | Japán (JPN) · 8 (64)-8 (60) · Lengyelország (POL) · 9-7 |                               |                            |                       |                           |                           | Szovjetunió (URS) · 9-6 |             |
| Jean-Pierre Allemand Yves Boissier Claude Bourquard François Jeanne Jacques Ladègaillerie | Párbajtőr, csapat | 5. csoport · Kuba (CUB) · 13-2 · Brazília (BRA) · 13-3 · Nagy-Britannia (GBR) · 4-9 | 2.         | |            |                             |                               | Lengyelország (POL) · 7-9 · NDK (GDR) · 4-8             |                               |                            |                       |                           |                           | kiesett | 7.          |
| Claude Arabo Serge Panizza Marcel Parent Jean-Ernest Ramez Bernard Vallée                 | Kard, csapat      | 4. csoport · Kuba (CUB) · 13-3 · Lengyelország (POL) · 9-7 | 1.         | |            |                             |                               | Lengyelország (POL) · 9-2 · Szovjetunió (URS) · 4-9     |                               |                            |                       |                           |                           | Bronzmérkőzés · Magyarország (HUN) · 5-9 | 4.          |

Női
| Versenyző | Versenyszám | Csoportkör | Csoportkör | Csoportkör | Csoportkör | Negyeddöntő                      | Elődöntő                  | Vigaszág a döntőért            | Vigaszág a döntőért         | Vigaszág a döntőért           | Döntő | Helyezés |
| Versenyző | Versenyszám | 1. kör | 1. kör     | 2. kör | 2. kör     | Negyeddöntő                      | Elődöntő                  | 1. kör                         | 2. kör                      | 3. kör                        | Döntő | Helyezés |
| Versenyző | Versenyszám | Ellenfél Eredmény | Hely.      | Ellenfél Eredmény | Hely.      | Ellenfél Eredmény                | Ellenfél Eredmény         | Ellenfél Eredmény              | Ellenfél Eredmény           | Ellenfél Eredmény             | Ellenfél Eredmény | Helyezés |
| --- | ----------- | --- | ---------- | --- | ---------- | -------------------------------- | ------------------------- | ------------------------------ | --------------------------- | ----------------------------- | --- | -------- |
| Marie-Chantal Demaille                                                                                            | Tőr, egyéni | B. csoport · Antonella Ragno-Lonzi (ITA) · V · Dömölky Lídia (HUN) · V · Janet Wardell-Yerburgh (GBR) · GY · Kamilla Składanowska (POL) · V · Ivonne Witteveen (AHO) · GY            | 3.         | C. csoport · Rejtő Ildikó (HUN) · V · Kerstin Palm (SWE) · V · Bruna Colombetti (ITA) · GY · Sigrid Chatel (CAN) · V · Monika Pulch (FRG) · GY                         | 4.         | Rejtő Ildikó (HUN) · V           | Vigaszág                  | Drimba-Gyulai Ilona (ROU) · GY | Rejtő Ildikó (HUN) · V      | kiesett                       | kiesett | 9.       |
| Brigitte Gapais-Dumont                                                                                            | Tőr, egyéni | F. csoport · Rejtő Ildikó (HUN) · GY · Giovanna Masciotta (ITA) · GY · Sigrid Chatel (CAN) · V · Margarita Rodríguez (CUB) · GY · Halina Balon (POL) · V · Veronica Smith (USA) · GY | 2.         | B. csoport · Drimba-Gyulai Ilona (ROU) · V · Antonella Ragno-Lonzi (ITA) · GY · Galina Gorohova (URS) · V · Harriet King (USA) · GY · Helga Mees (FRG) · GY            | 3.         | Szabó Orbán Olga (ROU) · GY      | Jelena Novikova (URS) · V | Vigaszág                       | Szabó Orbán Olga (ROU) · GY | Giovanna Masciotta (ITA) · GY | Jelena Novikova (URS) · V · Pilar Roldán (MEX) · V · Rejtő Ildikó (HUN) · GY · Kerstin Palm (SWE) · V · Galina Gorohova (URS) · GY | 4.       |
| Cathérine Rousselet-Ceretti                                                                                       | Tőr, egyéni | D. csoport · Jelena Novikova (URS) · V · Szabó Orbán Olga (ROU) · V · Helga Mees (FRG) · GY · Susan Green (GBR) · GY · Rosa del Moral (MEX) · GY                                     | 3.         | A. csoport · Szabó Orbán Olga (ROU) · V · Pilar Roldán (MEX) · V · Giovanna Masciotta (ITA) · GY · Janice-Lee York-Romary (USA) · GY · Alekszandra Zabelina (URS) · GY | 3.         | Antonella Ragno-Lonzi (ITA) · GY | Kerstin Palm (SWE) · V    | Vigaszág                       | Heidi Schmid (FRG) · V      | kiesett                       | kiesett | 9.       |
| Marie-Chantal Demaille Brigitte Gapais-Dumont Claudette Herbster-Josland Annick Level Cathérine Rousselet-Ceretti | Tőr, csapat | 1. csoport · Mexikó (MEX) · 9-7 · NSZK (FRG) · 8-7 | 1.         | |            | erőnyerő                         | Szovjetunió (URS) · 3-9   |                                |                             |                               | Bronzmérkőzés · Románia (ROU) · 8 (45)-8 (47)                                                                                      | 4.       |